# Bahnhof Oberaichen
Der Bahnhof Oberaichen liegt am Streckenkilometer 18,9 der Bahnstrecke Stuttgart-Rohr–Filderstadt und ist eine Station im Netz der S-Bahn Stuttgart. Gemäß der Eisenbahn-Bau- und Betriebsordnung handelt es sich jedoch nicht um einen Bahnhof, sondern um einen Haltepunkt.

## Geschichte

### Von der ersten Eröffnung bis zur Stilllegung
Am 1. Oktober 1920 nahm die Deutsche Reichsbahn die Bahnstrecke von Rohr nach Echterdingen in Betrieb. Sie zweigte südlich von Rohr von der Bahnstrecke Stuttgart–Horb ab und erreichte nach der Durchquerung des Dürrlewangwalds Oberaichen. Der Haltepunkt lag hinter dem Bahnübergang der Landstraße nach Unteraichen (heutige Raiffeisenstraße), am damaligen Streckenkilometer 19. Ausgestattet war er mit einem schlichten Unterstand aus Holz. Zirka 1927 eröffnete die Gaststätte Zum Bahnhof auf der gegenüberliegenden Seite.
Nach dem andere Filderdörfer durch Straßenbahn- und Omnibusverbindungen nach Stuttgart, Degerloch und Esslingen angeschlossen waren, erwies sich die neue Bahnlinie bereits in den ersten beiden Jahrzehnten nach ihrer Eröffnung als unrentabel. Am 1. August 1955 fuhr schließlich der letzte Personenzug nach Neuhausen.

### Reaktivierung
Bei der Gestaltung eines neuen Nahverkehrskonzepts für Stuttgart und das Umland in den 1960er Jahren plante der Verkehrswissenschaftler Professor Walther Lambert die Teilreaktivierung der Bahnstrecke, um eine S-Bahn-Verbindung zum Flughafen zu schaffen. Die Umsetzung seines Vorschlags begann 1984.
Die Trasse wurde im Bereich des Dürrlewangwalds teilweise verlegt. Dabei erfolgte der zweigleisige Ausbau und die Elektrifizierung. Bei der Fertigstellung des Abschnitts Leinfelden–Flughafen kam es zu Verzögerungen. Aus diesem Grund bat die Stadtverwaltung von Leinfelden-Echterdingen die Deutsche Bundesbahn, die S-Bahnen schnellstmöglich wenigstens bis Oberaichen verkehren zu lassen. Die dadurch entstandenen höheren Betriebskosten finanzierte das Land Baden-Württemberg.
Am 29. Mai 1989 fuhren die ersten S-Bahnen der Linie S2 auf dem vorläufig eingleisig wiedereröffneten Teilstück bis Oberaichen. Eine neu eingerichtete Omnibuslinie verband die übrigen Stadtteile mit dem Haltepunkt. Knapp vier Jahre später, am 18. April 1993, übernahm dann, wie vorgesehen, der Bahnhof Stuttgart Flughafen die Funktion als Endstation.

## Bahnbetrieb
Der Haltepunkt wurde von den Linien S2 und S3 jeweils im 30-Minuten-Takt der S-Bahn Stuttgart bedient. Seit Dezember 2022 verkehrt die S2 montags bis freitags im 15-Minuten-Takt, die S3 verkehrt nur noch am Sonntag im Stundentakt nach Oberaichen. Gleis 1 dient den Zügen Richtung Rohr, Gleis 2 denen Richtung Flughafen/Messe.
Der Bahnhof Oberaichen gehört bei der DB InfraGO zur Preisklasse 5.

### S-Bahn
| Linie                    | Strecke |
| ------------------------ | --- |
| S 2                      | Schorndorf – Weinstadt – Waiblingen – Bad Cannstatt – Hauptbahnhof – Schwabstraße – Vaihingen – Rohr – Oberaichen – Flughafen/Messe – Filderstadt |
| S 3                      | Backnang – Winnenden – Waiblingen – Bad Cannstatt – Hauptbahnhof – Vaihingen – Rohr – Oberaichen – Flughafen/Messe                                |
| Stand: 15. Dezember 2024 | |